# Леонберг
Леонберг (њем. Leonberg) град је у њемачкој савезној држави Баден-Виртемберг. Једно је од 25 општинских средишта округа Беблинген. Према процјени из 2010. у граду је живјело 45.476 становника. У граду је рођен Фридрих фон Шелинг, представник класичне немачке филозофије.

## Географски и демографски подаци
Леонберг се налази у савезној држави Баден-Виртемберг у округу Беблинген. Град се налази на надморској висини од 386 метара. Површина општине износи 48,7 km². У самом граду је, према процјени из 2010. године, живјело 45.476 становника. Просјечна густина становништва износи 933 становника/km². Посједује регионалну шифру (AGS) 8115028.